# Copa Sudamericana 2002
Die Copa Sudamericana 2002 war die 1. Ausspielung des neugeschaffenen südamerikanischen Fußballwettbewerbs für Vereinsmannschaften. In dieser ersten Saison nahmen 21 Mannschaften aus 9 Mitgliedsverbänden der CONMEBOL teil, wobei bis auf Argentinien, das fünf Klubs ins Rennen schicken durfte, darunter den Gewinner der letztmals ausgetragenen Copa Mercosur 2001 CA San Lorenzo de Almagro, jedes Land zwei Startplätze bekam. Die Klubs aus Brasilien nahmen u. a. aus Termingründen nicht teil. Der Wettbewerb wurde in der zweiten Jahreshälfte ausgespielt und galt als Nachfolger der Copa Mercosur und Copa Merconorte, die jeweils von 1998 bis 2001 ausgespielt wurden bzw. der von 1992 bis 1999 ausgetragenen Copa Conmebol. Er begann am 28. August 2002 mit der 1. Runde und endete am 11. Dezember 2002 mit dem Finalrückspiel in Buenos Aires.

## Modus
Der Wettbewerb wird von der 1. Runde bis zum Finale im reinen K.-o.-System mit Hin- und Rückspiel ausgetragen. Bei Punkt- und Torgleichheit gilt die Auswärtstorregel. Ist auch die Zahl der auswärts erzielten Tore gleich, folgt im Anschluss an das Rückspiel unmittelbar ein Elfmeterschießen. Diese Regelung galt auch für das Finale. Die Teilnehmer aus Argentinien, Chile, Kolumbien und Uruguay griffen erst in der 2. Runde in den Wettbewerb ein.

## 1. Runde
Teilnehmer waren die beiden Vertreter aus Bolivien, Ecuador, Paraguay, Peru und Venezuela, wobei diese jeweils gegeneinander anzutreten hatten. Die Hinspiele fanden am 28. und 29. August sowie 3. und 4. September, die Rückspiele zwischen dem 6. und 12. September 2002 statt.
|                      | Gesamt |                           | Hinspiel | Rückspiel |
| -------------------- | ------ | ------------------------- | -------- | --------- |
| Deportivo Táchira FC | 2:3    | Monagas SC                | 2:0      | 0:3       |
| SD Aucas             | 1:3    | Barcelona SC Guayaquil    | 1:2      | 0:1       |
| Club Cerro Porteño   | 0:3    | Club Libertad             | 0:2      | 0:1       |
| Club Bolívar         | 4:3    | Oriente Petrolero         | 4:2      | 0:1       |
| Alianza Lima         | 2:0    | Universitario de Deportes | 1:0      | 1:0       |

## Achtelfinale
Teilnehmer waren die fünf Sieger der 1. Runde und die Vertreter Argentiniens, Chiles, Kolumbiens und Uruguays, wobei die Mannschaften der vier letztgenannten Länder, außer San Lorenzo, wiederum jeweils gegeneinander anzutreten hatten. Die Hinspiele fanden zwischen dem 3. und 19., die Rückspiele zwischen dem 17. und 26. September 2002 statt.
|                             | Gesamt          |                           | Hinspiel | Rückspiel |
| --------------------------- | --------------- | ------------------------- | -------- | --------- |
| CD Cobreloa                 | 2:4             | CD Santiago Wanderers     | 0:1      | 2:3       |
| Racing Club Avellaneda      | 1:0             | River Plate               | 1:0      | 0:0       |
| Alianza Lima                | 2:3             | Nacional Montevideo       | 1:0      | 1:3       |
| Atlético Nacional           | 3:1             | América de Cali           | 1:0      | 2:1       |
| Gimnasia y Esgrima La Plata | 3:1             | Boca Juniors              | 3:1      | 0:0       |
| Barcelona SC Guayaquil      | 2:2 (5:6 i. E.) | Alianza Lima              | 1:0      | 1:2       |
| Club Bolívar                | 3:1             | Club Libertad             | 2:0      | 1:1       |
| Monagas SC                  | 1:8             | CA San Lorenzo de Almagro | 0:3      | 1:5       |

## Viertelfinale
Teilnehmer waren die acht Sieger des Achtelfinales. Die Hinspiele fanden am 1., 2., 8. und 9., die Rückspiele am 22., 23., 29. und 30. Oktober statt.
|                           | Gesamt          |                             | Hinspiel | Rückspiel |
| ------------------------- | --------------- | --------------------------- | -------- | --------- |
| Alianza Lima              | 2:3             | Nacional Montevideo         | 1:0      | 1:3       |
| CA San Lorenzo de Almagro | 3:3 (4:3 i. E.) | Racing Club Avellaneda      | 3:1      | 0:2       |
| Atlético Nacional         | 2:2 (6:5 i. E.) | CD Santiago Wanderers       | 2:1      | 0:1       |
| Club Bolívar              | 4:3             | Gimnasia y Esgrima La Plata | 4:1      | 0:2       |

## Halbfinale
Die Hinspiele fanden am 5. und 6., die Rückspiele am 13. und 12. November statt.
|                   | Gesamt          |                           | Hinspiel | Rückspiel |
| ----------------- | --------------- | ------------------------- | -------- | --------- |
| Club Bolívar      | 4:5             | CA San Lorenzo de Almagro | 2:1      | 2:4       |
| Atlético Nacional | 3:3 (5:3 i. E.) | Nacional Montevideo       | 2:1      | 1:2       |

## Finale

### Hinspiel
| Atlético Nacional                                         | Atlético Nacional | CA San Lorenzo de Almagro | CA San Lorenzo de Almagro |
| --------------------------------------------------------- | --- | --- | ------------------------- |
| Atlético Nacional                                         | \| 27. November 2002 in Medellín (Estadio Atanasio Girardot) \| \| Ergebnis: 0:4 (0:2) \| \| Zuschauer: 45.000 \| \| Schiedsrichter: Márcio Rezende de Freitas ( Brasilien) \| | \| 27. November 2002 in Medellín (Estadio Atanasio Girardot) \| \| Ergebnis: 0:4 (0:2) \| \| Zuschauer: 45.000 \| \| Schiedsrichter: Márcio Rezende de Freitas ( Brasilien) \|                                                                                                   | CA San Lorenzo de Almagro |
| Atlético Nacional                                         | Edigson Velásquez – Felipe Banalcázar, Samuel Vanegas, Aquivaldo Mosquera, Robeiro Moreno (58. Robinson Rentería) – Juan Ramírez , Felipe Chará (29. Rafael Castillo), Freddy Grisales, Neider Morantes – Martín Echeverría (71. Juan Ricaurte), Héctor Hurtado Cheftrainer: Alexis García | Sebastián Saja – Celso Esquivel, Gonzalo Rodríguez, Claudio Morel, Aldo Paredes (82. Mariano Herrón) – José Chatruc, Pablo Michelini (81. Adrián Medero), Cristian Rodrigo Zurita, Leandro Romagnoli (77. Damián Luna) – Rodrigo Astudillo, Beto Acosta Cheftrainer: Rubén Insúa | CA San Lorenzo de Almagro |
| Atlético Nacional                                         | 0:1 Sebastián Saja (2., Elfm.) 0:2 Pablo Michelini (25.) 0:3 Leandro Romagnoli (51.) 0:4 Rodrigo Astudillo (67.) | | CA San Lorenzo de Almagro |
| Atlético Nacional                                         | Samuel Vanegas (21.), Felipe Banalcázar (24.), Freddy Grisales (56.), Juan Ramírez (66.) | Cristian Zurita (6.), Sebastián Saja (44.) | CA San Lorenzo de Almagro |
| Atlético Nacional                                         | Aquivaldo Mosquera (89.) | | CA San Lorenzo de Almagro |
| 27. November 2002 in Medellín (Estadio Atanasio Girardot) | | |                           |
| Ergebnis: 0:4 (0:2)                                       | | |                           |
| Zuschauer: 45.000                                         | | |                           |
| Schiedsrichter: Márcio Rezende de Freitas ( Brasilien)    | | |                           |

### Rückspiel
| CA San Lorenzo de Almagro                                  | CA San Lorenzo de Almagro | Atlético Nacional | Atlético Nacional |
| ---------------------------------------------------------- | --- | --- | ----------------- |
| CA San Lorenzo de Almagro                                  | \| 11. Dezember 2002 in Buenos Aires (Estadio Pedro Bidegain) \| \| Ergebnis: 0:0 \| \| Zuschauer: 40.779 \| \| Schiedsrichter: Epifanio González ( Paraguay) \| | \| 11. Dezember 2002 in Buenos Aires (Estadio Pedro Bidegain) \| \| Ergebnis: 0:0 \| \| Zuschauer: 40.779 \| \| Schiedsrichter: Epifanio González ( Paraguay) \|                                                                                   | Atlético Nacional |
| CA San Lorenzo de Almagro                                  | Sebastián Saja – Gonzalo Rodríguez, Claudio Morel, Aldo Paredes, Cristian Rodrigo Zurita – Celso Esquivel, José Chatruc (65. Damián Luna), Mariano Herrón, Leandro Romagnoli – Rodrigo Astudillo (65. Carlos Daniel Cordone), Beto Acosta (84. Alexis Cabrera) Cheftrainer: Rubén Insúa | Edigson Velásquez – Elkin Calle, Samuel Vanegas, Sergio Guzmán, Carlos Díaz – Felipe Chará, Robeiro Moreno (61. Jair Rambal), Diego Toro, Freddy Grisales, – Oscar Restrepo , Martín Echeverría (80. Robinson Rentería) Cheftrainer: Alexis García | Atlético Nacional |
| CA San Lorenzo de Almagro                                  | Samuel Vanegas (25.), Oscar Restrepo (75.) | | Atlético Nacional |
| 11. Dezember 2002 in Buenos Aires (Estadio Pedro Bidegain) | | |                   |
| Ergebnis: 0:0                                              | | |                   |
| Zuschauer: 40.779                                          | | |                   |
| Schiedsrichter: Epifanio González ( Paraguay)              | | |                   |

## Beste Torschützen
| Rang | Spieler           | Klub                      | Tore |
| ---- | ----------------- | ------------------------- | ---- |
| 1    | Gonzalo Galindo   | Club Bolívar              | 4    |
|      | Pierre Webó       | Nacional Montevideo       | 4    |
|      | Rodrigo Astudillo | CA San Lorenzo de Almagro | 4    |